# Liste des aéroports en Turquie
Cette liste recense les principaux aéroports turcs.

## Carte
| Adana Ankara Antalya Antioche Bodrum-Milas Dalaman Denizli Elâzığ Istanbul Sabiha-Gökçen Izmir Trabzon / Trébizonde Gaziantep Diyarbakır Kayseri Samsun Van Erzurum Konya Gazipaşa Malatya |

| Adana Ankara Antalya Antioche Bodrum-Milas Dalaman Denizli Elâzığ Istanbul Sabiha-Gökçen Izmir Trabzon / Trébizonde Gaziantep Diyarbakır Kayseri Samsun Van Erzurum Konya Gazipaşa Malatya |

## Aéroports
| Ville           | Régions           | OACI | AITA | Aéroport                                 | Coordonnées géographiques    |
| --------------- | ----------------- | ---- | ---- | ---------------------------------------- | ---------------------------- |
| Adana           | Méditerranéenne   | LTAF | ADA  | Aéroport international d'Adana-Şakirpaşa | 36° 58′ 56″ N, 35° 16′ 49″ E |
| Ankara          | Anatolie centrale | LTAC | ESB  | Aéroport international Esenboğa          | 40° 07′ 41″ N, 32° 59′ 42″ E |
| Antalya         | Méditerranéenne   | LTAI | AYT  | Aéroport d'Antalya                       | 36° 54′ 04″ N, 30° 47′ 41″ E |
| Bingöl          | Anatolie de l'Est | LTCU | BGG  | Aéroport de Bingöl                       | 38° 51′ 40″ N, 40° 35′ 33″ E |
| Antioche        | Méditerranéenne   | LTAK | HTY  | Aéroport d'Hatay                         | 36° 21′ 46″ N, 36° 16′ 56″ E |
| Bodrum-Milas    | Égéenne           | LTFE | BJV  | Aéroport de Bodrum-Milas                 | 37° 15′ 02″ N, 27° 39′ 51″ E |
| Dalaman         | Égéenne           | LTBS | DLM  | Aéroport de Dalaman                      | 36° 42′ 53″ N, 28° 47′ 34″ E |
| Denizli, Çardak | Égéenne           | LTAY | DNZ  | Aéroport de Denizli-Çardak               | 37° 47′ 08″ N, 29° 42′ 04″ E |
| Elâzığ          | Anatolie de l'Est | LTCA | EZS  | Aéroport d'Elâzığ                        | 38° 36′ 24″ N, 39° 17′ 29″ E |
| Istanbul        | Marmara           | LTBA | IST  | Aéroport Atatürk d'Istanbul              | 40° 58′ 34″ N, 28° 48′ 51″ E |
| Istanbul        | Marmara           | LTFJ | SAW  | Aéroport international Sabiha-Gökçen     | 40° 53′ 55″ N, 29° 18′ 33″ E |
| Izmir           | Égéenne           | LTBJ | ADB  | Aéroport Adnan-Menderes                  | 38° 17′ 38″ N, 27° 09′ 24″ E |
| Trabzon         | Mer Noire         | LTCG | TZX  | Aéroport de Trabzon                      | 40° 59′ 42″ N, 39° 47′ 23″ E |